# Яшилдепе – Гарлик
Яшилдепе – Гарлик – газопровід на сході Туркменістану.
В 2010-х роках на крайньому сході Туркменістану спорудили кілька великих промислових підприємств – у 2012 поблизу містечка Гарлик почав роботу Лебапський цементний завод, в 2016-му стала до ладу теплова електростанція Ватан, а в 2017 досягнув будівельної готовності Гарлицький калійний гірничо-рудний комплекс. Для їх забезпечення блакитним паливом у 2012-му проклали газопровід Яшилдепе – Гарлик довжиною 274 (за іншими даними – 276) кілометрів та діаметром 550 мм.
Вихідний пункт газопроводу знаходиться в районі Яшилдепе, що в першій половині 2000-х отримав сполучення із основною частиною газотранспортної системи Туркменістано по відгалуженню від трубопровода Малай – Керкі (можливо відзначити, що в цьому ж районі знаходиться газоконденсатне родовище Яшилдепе, ГПЗ Алтин-Асир та кінцевий пункт газопроводу Малай – Багтиярлик, проте вони задіяні у проекті поставок блакитного палива до Китаю).